# مک‌گیل (نوادا)
مک‌گیل، نوادا (به انگلیسی: McGill, Nevada) یک سکونتگاه مسکونی در ایالات متحده آمریکا است که در نوادا واقع شده‌است.

## خصوصیات
مک‌گیل ۲٫۹ کیلومترمربع مساحت و ۱٬۱۴۸ نفر جمعیت دارد و ۱٬۸۹۱ متر بالاتر از سطح دریا واقع شده‌است.